# Liste der Spezialsammlungen im Deutschen Literaturarchiv Marbach
Diese Liste enthält alle Spezialsammlungen des Deutschen Literaturarchivs Marbach:
- Abenteuerliteratur- und Karl-May-Sammlung (Bibliothek Heinz Neumann)
- Adelsbibliothek (Sammlung Graf Leutrum / Depositum)
- H. G. Adler (Teilbibliothek des Autors / Exil)
- Jean Améry (Teilbibliothek des Autors)
- Anekdoten-Sammlung (Heinz Grothe)
- Frank Arnau (Belegexemplar-Sammlung)
- Autographen-, Auktions- und Antiquariatskataloge. Abt. A (Internationale Firmen)
- Autographen-, Auktions- und Antiquariatskataloge. Abt. B (Kleinere Firmen und historische Bestände)
- Wilhelm Badenhop (Sammlung / Literatur des 20. Jahrhunderts)
- Bauersche Gießerei (Archiv der Verlagsproduktion)
- Ulrich Beck
- Belegexemplar-Sammlung Martin Kämpchen
- Emil Belzner (Teilbibliothek)
- Gottfried Benn (Sammlung Fritz Werner)
- Benn, Gottfried (Sammlung Helmut Heintel)
- Benn, Gottfried (Teilbibliothek des Autors)
- Bibliotheksgeschichtliche Dokumentation (Sammlung Walter Hofmann)
- Rudolf G. Binding (Bibliothek des Autors)
- Hans Blumenberg (Philosophisch-literarische Teilbibliothek)
- Joseph Breitbach (Bibliothek des Autors)
- Bremer Presse (Teilarchiv der Verlagsproduktion)
- Richard Brinkmann (Literaturwissenschaftliche Sonderdruck-Sammlung)
- Rolf Dieter Brinkmann (Materialsammlung Brinkmann-Rygulla)
- Jurij Brězan (Belegexemplar-Sammlung)
- Buchattrappen-Sammlung
- Buchgemeinschaft "Der Bücherkreis"
- Buchumschlag-Sammlung
- Walter Burkert (Altphilogische Gelehrtenbibliothek)
- Paul Celan (Bibliothek des Autors)
- Celan, Paul (Virtuelle Titelaufnahmen)
- Chamisso-Preis-Sammlung (Robert-Bosch-Stiftung / Sammlung Ackermann) / Migrantenliteratur
- Hermann Claudius (Teilbibliothek des Autors)
- Cotta-Archiv (Verlagsproduktion/Stiftung der Stuttgarter Zeitung)
- Hans Curjel (Kunst- und kulturgeschichtliche Arbeitsbibliothek)
- Heinz Czechowski (Lyrik-Sammlung des Autors)
- DDR-Literatur (Sammlung Weinholz)
- Ludwig Derleth (Teilbibliothek des Autors)
- Deutsche Verlags-Anstalt (DVA) (Produktionsarchiv)
- Deutscher Taschenbuch-Verlag (Produktionsarchiv 1961–2009)
- Deutschsprachige Russica (Sammlung Friedrich Hübner)
- Alfred Döblin (Teilbibliothek des Autors / Exil)
- Döblin, Alfred (Virtuelle Titelaufnahmen)
- Hilde Domin (Bibliothek der Autorin und Teilbestand Erwin Walter Palm)
- Josef Eberle (Bibliothek des Autors)
- Günter Eich / Ilse Aichinger (Belegexemplar-Sammlung)
- Norbert Elias (Teilbibliothek)
- Hans Magnus Enzensberger (Teilbibliothek des Autors)
- Iring Fetscher (Belegexemplar-Sammlung)
- Hubert Fichte (Sammlung Georg Heusch und Hans-J. Heinrichs)
- Fischer Bücherei (Sammlung Gottfried Bermann Fischer)
- Hans-Georg Gadamer (Philosophische Arbeitsbibliothek und Sonderdruck-Sammlung)
- Gefangenenbücherei JVA Münster
- Franz Glück (Sammlerbibliothek)
- Leopold Friedrich Günther von Goeckingk (Teilbibliothek des Autors)
- Oskar Goldberg (Teilbibliothek des Autors)
- Claire Goll und Yvan Goll (Teilbibliothek der Autoren)
- Goverts Verlag Produktionsarchiv (Sammlung Hildegard Grosche)
- Greifenverlag Rudolstadt (Teilarchiv der Verlagsproduktion)
- Ludwig Greve (Teilbibliothek des Autors)
- Hans Grimm (Bibliothek des Autors)
- Georg Groddeck (Teilbibliothek des Autors)
- Will Grohmann (Kunstgeschichtliche Teilbibliothek)
- Willy Haas (Teilbibliothek des Autors)
- Haiku-Bibliothek (Sammlung Margret Buerschaper / Deutsche Haiku-Gesellschaft)
- Nicolai Hartmann (Philosophische Bibliothek)
- Anna-Elisabeth Hartmann-Zeller (Religions- und kirchengeschichtliche Sammlung)
- Walter Hasenclever (Bibliothek des Autors / Exil)
- Gerhart Hauptmann (Sammlung Carl Friedrich Wilhelm Behl)
- Hauptmann, Gerhart (Sammlung Wilhelm Studt)
- Heinrich Hauser (Sammlung Grith Graebner)
- Manfred Hausmann (Sammlung Eberhard Fricker)
- Martin Heidegger (Philosophische Teilbibliothek)
- Heidegger-Sammlung Jean Beaufret
- Bernt Heiseler und Henry Heiseler (Teilbibliothek der Autoren)
- Henschel Verlag Produktionsarchiv
- Hermann Lenz (Sammlung Klaus Berge)
- Hermann Hesse (Hesse-Archiv / Marbacher Bestand)
- Hesse, Hermann (Sammlung Reinhold Pfau)
- Ninon Hesse (Teilbibliothek der Autorin)
- Theodor Heuss (Teilbibliothek)
- Gustav René Hocke,
- Dieter Hoffmann (Sammlung Beleg- und Widmungsexemplare)
- Paul Hoffmann (Germanistische Teilbibliothek mit Karl-Wolfskehl-Bestand)
- Hugo von Hofmannsthal (Brief-Chronik / Sammlung Martin Erich Schmid)
- Peter Huchel (Teilbibliothek / Widmungs- und Handexemplare)
- Insel Verlag 1 (Produktionsarchiv Hauptprogramm: 1899–2002)
- Insel Verlag 2 (Produktionsarchiv "Insel-Bücherei": 1912–2002)
- Jean-Paul-Archiv (Bibliothek Eduard Berend)
- Ernst Jünger, / Konservative Revolution (Teilbibliothek Reinhard Walz)
- Jünger, Ernst (Bibliothek des Autors / Marbacher Bestand)
- Jünger, Ernst (Bibliothek des Autors / Wilflinger Bestand)
- Jünger, Ernst (Entomologische Spezialsammlung / Ernst-Jünger-Stiftung)
- Jünger, Ernst (Sammlung Hans Peter des Coudres)
- Karlsruher Bote (Produktionsarchiv / Belegexemplar-Sammlung Kurt Rüdiger)
- Erich Kästner (Marbacher Erich-Kästner-Archiv)
- Friedhelm Kemp (Teilbibliothek: Französische Literatur)
- Karl Kerényi (Teilbibliothek / Belegexemplar-Sammlung)
- Anton Kippenberg (Verleger-Bibliothek / Teilproduktion des Insel Verlags)
- Heinar Kipphardt (Teilbibliothek des Autors)
- Klages-Archiv (Wissenschaftliche Arbeitsbibliothek mit Appendices)
- Kolportage-Sammlung (Bibliothek Günter Kosch)
- Reinhart Koselleck (Historisch-politische Teilbibliothek und Sonderdruck-Sammlung)
- Koselleck, Reinhart (Teilbestand Foto Marburg)
- Arnold Kowalewski (Philosophische Teilbibliothek)
- Siegfried Kracauer (Arbeitsbibliothek des Autors / Exil)
- Werner Kraft (Teilbibliothek des Autors / Exil)
- Kriegsflugblätter
- Kriminalroman-Sammlung (Hans-Otto Hügel)
- Kriminalroman-Sammlung (Heinz Neumann)
- Isolde Kurz (Bibliothek der Autorin / Depositum)
- Lazarett-Bibliothek
- Wilhelm Lehmann (Bibliothek des Autors)
- Leihbibliothek Moritz Richard Fischer
- Leihbücherei Toto-Gerlach (Teilsammlung)
- Kurt Leonhard (Teilbibliothek des Autors)
- Karl Lieblich (Bibliothek des Autors)
- Oskar Loerke (Teilbibliothek des Autors)
- Karl Löwith (Sonderdruck-Sammlung)
- Hermann Lübbe (Belegexemplar-Sammlung)
- Luchterhand Verlag (Teilarchiv der Verlagsproduktion / Soziologische Reihen)
- Bernhard Marlinger (Bibliothek / Zeitgeschichtliche Dokumentation)
- Fritz Martini (Literaturwissenschaftliche Sonderdruck-Sammlung)
- März Verlag (Produktionsarchiv)
- Maria Menz (Teilbibliothek der Autorin)
- Konrad Merz (Teilbibliothek des Autors / Exil)
- Agnes Miegel (Teilbibliothek der Autorin)
- Eduard Mörike (Sammlung Dr. Fritz Kauffmann)
- Mörike-Archiv (Marbacher Forschungsbibliothek)
- Hans Erich Nossack (Teilbibliothek des Autors)
- Helga M. Novak (Teilbibliothek der Autorin)
- NS-Literatur (Sammlung nationalsozialistischer Schriften und Literatur)
- Karl Otten (Bibliothek des Autors / Exil)
- Rudolf Pannwitz (Bibliothek des Autors)
- Oskar Pastior (Bibliothek des Autors)
- Kurt Pinthus (Bibliothek des Autors / Exil)
- Harry Pross (Belegexemplar-Sammlung)
- Paul Raabe (Literaturwissenschaftliche und bibliotheksgeschichtliche Sonderdruck-Sammlung)
- Wilhelm Raabe (Sammlung Heinz Neumann)
- Marcel Reich-Ranicki (Widmungsexemplar-Sammlung)
- Christa Reinig (Teilbibliothek der Autorin)
- Rilke-Archiv (Sammlung Paul Obermüller und Jean Gebser)
- Joachim Ringelnatz (Sammlung Hans Peter des Coudres)
- Joachim Ritter (Philosophische Teilbibliothek mit Beständen von Henning Ritter)
- Otto Rohse (Sammlung Buchkunst und Bibliophilie)
- Roman-Heftchen-Serien (Sammlung Werner G. Schmidtke)
- Rühmkorf-Bibliothek (Övelgönner Bestand)
- Hans Sahl (Teilbibliothek des Autors / Exil)
- Sammlung Elfriede Kalz
- Kurt Saucke (Sammlerbibliothek)
- Schiller-Bibliothek I / II (Teilbibliothek des Autors und seiner Familie)
- Schiller-Feiern 1905 (Sammlung zur Wirkungsgeschichte)
- Schiller-Sammlung (Jürgen Voerster / Sammlung zur Wirkungsgeschichte)
- Otto F. Schlemper (Teilbibliothek des Sammlers)
- Lambert Schneider (Produktionsarchiv des Verlags)
- Arthur Schnitzler (Sammlung Heinrich Schnitzler)
- W. G. Sebald (Bibliothek des Autors)
- William Shakespeare (Sammlung Hans Rothe)
- Stahlberg Verlag (Produktionsarchiv)
- Herbert Steiner (Arbeitsbibliothek / Paul-Valéry-Sammlung)
- Hugo Steiner-Prag (Sammlung James Fraser / Buchillustration)
- Dolf Sternberger (Teilbibliothek und Sonderdruck-Sammlung)
- Sturm-Archiv (Sammlung Lothar Schreyer)
- Stuttgarter Zeitung (Archivexemplare 1947–1996)
- Suhrkamp Verlag (Sammlung Siegfried Unseld)
- Albert Vigoleis Thelen (Teilbibliothek des Autors)
- Ludwig Töpfer (Sammlerbibliothek / Depositum)
- Erich Trunz (Literaturwissenschaftliche Sonderdruck-Sammlung)
- Truppenbücherei
- Tucholsky-Archiv (Marbacher Forschungsbibliothek)
- Franz Tumler (Teilbibliothek des Autors)
- Unterhaltungsliteratur 1 (1890–1930)
- Unterhaltungsliteratur 2 (1933–1945)
- Fritz Usinger (Teilbibliothek des Autors)
- Verlagsprospekt-Sammlung 1 (Von den Anfängen bis 1945)
- Verlagsprospekt-Sammlung 2 (Von 1945 bis zur Gegenwart)
- Bernward Vesper (Teilbibliothek des Autors)
- Wilhelm Voßkamp (Literaturwissenschaftliche Sonderdruck-Sammlung)
- Martin Walser (Walser-Archiv / Sammlung Saueressig & Addenda Stadtbibliothek Biberach)
- Harald Weinrich (Arbeitsbibliothek, Migrantenliteratur & Kontexte)
- Weismann-Verlag (Teilarchiv der Verlagsproduktion)
- Carl Weissner (Bibliothek des Autors)
- Ottilie Wildermuth (Teilsammlung)
- Kurt Wolff (Archiv des Verlegers)
- Julius Zeitler (Teilarchiv der Verlagsproduktion)
- Bernhard Zeller (Literaturwissenschaftliche Sonderdruck-Sammlung)
- Zweitausendeins (Verlagsproduktion / Sammlung Knut Grassmann)